# Brennan Johnson
Brennan Johnson, född 23 maj 2001 i Nottingham, är en walesisk fotbollsspelare som spelar för Tottenham Hotspur.

## Karriär
Efter att ha anslutit till Nottingham Forest från Dunkirk som åttaåring gjorde Johnson sin a-lagsdebut vid 18 års ålder när han byttes i en 2–1-förlust mot West Bromwich Albion på säsongens öppningsdag.
Den 25 september 2020 anslöt Johnson till i League One-klubben Lincoln City på ett säsongslångt lån. Han debuterade två dagar senare när han byttes in mot Charlton Athletic. Han gjorde sitt första mål i seniorfotboll när han nickade in en boll mot Plymouth Argyle. I april 2021 gjorde Johnson sitt första hattrick i karriären i en match mot Milton Keynes Dons. De tre målen gjordes inom loppet av 11 minuter.
Den 1 september 2023 skrev Johnson ett sexårskontrakt med Premier League-klubben Tottenham Hotspur.
Johnson spelade landslagsmatcher för Englands under 16 och 17-lag innan han bytte till att representera Wales 2018.